# Woe, Is Me
Woe, Is Me war eine 2009 gegründete Post-Hardcore-/Metalcore-Band aus Atlanta/Georgia.
Die Gruppe bestand aus den Gitarristen Andrew Paiano und Kevin Hanson, dem Keyboarder Ben Ferris (auch Backgroundsänger), den Sängern Michael Bohn (ex-A Path Less Traveled) und Tyler Carter (ex-A Path Less Travelled), dem Schlagzeuger Austin Reed Thornton (ex-Of Machines) und dem Bassisten Cory Ferris. Carter hatte unter anderem bei His Statue Falls, Make Me Famous, A Bullet for Pretty Boy, Hands Like Houses, The Last Word, My Portion und Mat Musto Gastauftritte. Darüber hinaus ist Carter auch als Solomusiker aktiv. Dieses ist der Popmusik und dem R&B zuzuordnen. Er veröffentlichte mit Side to Side seine erste Single. Als musikalische Einflüsse zählen Christina Aguilera, Usher, Beyoncé und Justin Timberlake.
Woe, Is Me standen bei Velocity Records und Rise Records unter Vertrag. Ihr Debütalbum Number(s) erreichte Platz 16 der US-Heatseekers-Charts (Billboard).

## Geschichte
Die Gruppe tourte bereits mit Gruppen, wie The Amity Affliction aus Australien, Sleeping with Sirens und I Set My Friends on Fire durch die USA. Dies geschah im Rahmen der The Artery Foundation Across The Nation Tour. Auf ihrer ersten Tour, die den Namen Pyknic Partery trug, spielte die Gruppe bereits mit Acts, wie Drop Dead, Gorgeous, From First to Last, Abandon All Ships, For All Those Sleeping, Sleeping with Sirens und Attila.
Im September 2010 veröffentlichte die Gruppe ihr Debütalbum Number(s). Nur wenige Wochen später coverte die Gruppe den Katy-Perry-Song Hot´n´Cold für das Compilation-Album Punk Goes Pop 3. Im November desselben Jahres tourte die Gruppe neben Motionless in White, Scarlett O’Hara und For All Those Sleeping auf der Average Guys with Exceptional Hair Tour im Vorprogramm mit A Skylit Drive als Headliner.
Ende Dezember 2010 trennte sich die Gruppe von ihrem Gitarristen Tim Sherill. Die Gruppe spielte auf der Vans Warped Tour mit einem Gitarristen. Im Juni 2011 wurde auch der zweite Gitarrist Geoffrey Higgins aus der Band gekickt. Seitdem spielt Andrew Paiano, welcher bei Abandon All Ships spielte, als neuer Leadgitarrist in der Band. Higgins war erst im März 2011 bei Woe, Is Me eingestiegen. Am 21. März 2011 erschien ihre Single Fame > Demise in den ITunes-Stores. Die Gruppe plant die Veröffentlichung ihres zweiten Longplayers.
Am 10. August 2011 gab Tyler Carter – einer der Sänger – bekannt, nicht mehr für Woe, Is Me zu singen. Als Grund nannte er der Alternative Press, dass er etwas Neues ausprobieren wolle.
Vom 25. September bis 13. Oktober 2011 tourte die Gruppe gemeinsam mit A Skylit Drive, Sleeping with Sirens und I Set My Friends on Fire durch Großbritannien, Frankreich, die Niederlande, die Schweiz, Deutschland, Belgien und Italien. Am 7. März 2012 verließen Michael Bohn, Bassist Cory Ferris und der Keyboarder Ben Ferris die Band. Die That's-Outrageous-Mitglieder Brian Medley und Doriano Magliano ersetzten Michael Bohn und Ferris. Am 18. September 2013 gab die Gruppe ihre Auflösung bekannt.

## Diskografie

### Alben
- 2010: Number[s] (Velocity Records/Rise Records)
- 2012: Genesi[s] (Velocity Records/Rise Records)

### Singles
- 2011: Fame > Demise
- 2011: Vengeance